# Good People
Good People – protest song Jacka Johnsona, pochodząca z jego wydanego w 2005 roku albumu In Between Dreams. W czerwcu 2005 roku została wydana jako singel. Mimo iż piosenka ma pozytywne, relaksacyjne brzmienie, krytykuje ona telewizję i częstą obecność w niej przemocy, a także jej silne oddziaływanie na społeczeństwo. „Good People” podobna jest do utworu „Cookie Jar” z płyty On and On, który jest jednak bardziej melancholijny i krytyczny.
Singel był początkowo chłodno oceniany i uważany za gorszy od pozostałych, promujących In Between Dreams. Zmieniło się to, gdy piosenka uplasowała się na miejscu #29 w Stanach Zjednoczonych oraz na miejscu #50 w Wielkiej Brytanii, gdzie stała się hitem. Utwór został również wydany na kompilacyjnym albumie z największymi przebojami, Now That’s What I Call Music! 61.